# Option Québec
Option Québec est un essai de l'ex-premier ministre québécois René Lévesque paru le 6 janvier 1968. L'essai expose le projet constitutionnel d'un regroupement de libéraux progressistes qui, après avoir quitté le Parti libéral du Québec, forme le Mouvement souveraineté-association. 

## Contexte
Le 18 septembre 1967, René Lévesque propose aux membres de l'association libérale du comté de Laurier, dont il fait partie, l'adoption d'une résolution qu'il souhaite présenter au Congrès de la Fédération libérale du Québec prévu pour le mois d'octobre. Le texte qu'il rédige, et qui est à la base de son discours ce jour-là, s'intitule Un pays qu'il faut faire,. Ce texte forme la première partie de l'essai Option Québec qui paraît le 6 janvier 1968.
Le 14 octobre 1967, René Lévesque, quitte le Congrès de la Fédération libérale du Québec et annonce en conférence de presse à l'Hôtel Victoria qu'il quitte le Parti libéral du Québec et siègera dorénavant à titre de député indépendant, en raison du refus de son parti de débattre de sa proposition en matière constitutionnelle.
Du 18 au 19 novembre 1967, quelque 400 militants participent à la réunion de fondation du Mouvement souveraineté-association, qui se déroule au Couvent Saint-Albert-le-Grand de la Côte Ste-Catherine à Montréal,. Après avoir fusionné avec le Ralliement national dirigé par Gilles Grégoire, le Mouvement souveraineté-association fonde un nouveau parti politique provincial, le Parti québécois, qui place la souveraineté-association de René Lévesque au cœur de son programme. René Lévesque est élu chef de ce nouveau parti le 14 octobre 1968.

## Résumé
L'essai ouvre sur un avant-propos intitulé À l’heure du choix signé par Roch Banville, Rosaire Beaulé, Gérard Bélanger, Jean-Roch Boivin, Marc Brière, Pothier Ferland, Maurice Jobin, René Lévesque, Monique Marchand, Guy Pelletier et Réginald Savoie. L'avant-propos est suivi d'une préface de l'historien Jean Blain, qui tente de situer le moment historique du Québec.
L'essai à proprement parler comporte trois parties et une courte conclusion. Le livre se termine sur un épilogue du cinéaste Pierre Perrault. 

### Première partie
La première partie, de 30 pages, est intitulée Un pays qu’il faut faire et comprend six chapitres qui avancent les raisons de faire le double choix d'un Québec indépendant et d'une nouvelle union économique avec le Canada. Le chapitre I (Nous autres) traite de la personnalité nationale des Québécois. Le chapitre II (L'accélération de l'histoire) aborde la question du défi que la modernité pose à la conservation de la personnalité collective du peuple québécois et suggère que la seule façon de dissiper le danger de l'assimilation de sa majorité francophone est « d'affronter cette époque exigeante et galopante, et de l'amener à nous prendre tels que nous sommes ». Le chapitre III (La révolution tranquille) discute des rattrapages et des progrès faits par la nation québécoise depuis la Révolution tranquille. Dans le chapitre IV (Les minimums vitaux), Lévesque constate le dépassement du cadre fédéral centenaire (1867-1967) si le Québec doit jouir d'un minimum vital d'autonomie interne lui permettant de continuer sur la voie du progrès comme il le fait depuis les années 1960. Dans le chapitre V (Le cul-de-sac), Lévesque fait observer que le minimum vital pour le Québec est un « maximum ahurissant et tout à fait inacceptable » pour le Canada anglais qui a autant besoin de l'État central canadien « pour sa sécurité et son progrès à lui que nous, de l'État québécois ». Le chapitre VI (Le chemin de l'avenir) présente l'alternative de René Lévesque à ce qu'il décrit lui-même comme le cul-de-sac du maintien ou de l'aménagement du statu quo politique. Il invite au rejet complet du fédéralisme canadien et propose un Québec souverain (« l'entière liberté du Québec ») qui serait associé au reste du Canada dans le cadre d'une Union canadienne du même type que l'Union économique européenne, l'Union scandinave ou le Benelux.

### Deuxième partie
La deuxième partie, de 39 pages, intitulée Ce pays qu'on peut faire, comprend deux chapitres qui décrivent plus en détail l'« option Québec » et traitent de sa faisabilité politique et économique. Cette partie est introduite par un court texte de Bernard Chenot (Du politique à l'économique) traitant de l'organisation économique de l'État. Le premier chapitre (L'association) introduit le projet d'association que le Québec proposerait au Canada, soit une union monétaire et un marché commun. L'union monétaire se ferait sur la base d'un accord renouvelable au bout de cinq ans. Le deuxième chapitre (La période de transition) aborde la question des étapes que le Québec doit franchir pour passer du statut d'État provincial à celui d'État souverain. Il est question du financement de l'État et du maintien des investissements.

### Troisième partie
La troisième partie, de 110 pages, comprend sept annexes qui constituent un appui documentaire aux deux premières. 
L'annexe I (Les statuts particuliers) cite des auteurs qui ont écrit sur le statut particulier dont le Québec aurait, selon eux, besoin pour assurer l'avenir de son développement et conserver sa « personnalité collective » particulière dans le cadre d'un fédéralisme canadien réformé. Les ouvrages cités sont Égalité ou indépendance de Daniel Johnson (paru en 1965), Le Québec dans le Canada de demain (paru en 1967) et comprenant des textes de Marcel Faribault, Jean-Guy Cardinal et Claude Ryan, de même que le rapport du comité des affaires constitutionnelles de la Fédération libérale du Québec présidé par Paul Gérin-Lajoie et préparé pour le Congrès d'octobre 1967.
L'annexe II (La néo-centralisation) présente le point de vue du sénateur Maurice Lamontagne, qui, dans deux articles parus dans Le Devoir les 23 et 25 septembre 1967, rejette la thèse du statut particulier de Claude Ryan et propose un « fédéralisme coopératif » dans lequel René Lévesque ne voit autre chose qu'un projet de recentralisation des pouvoirs à Ottawa.
L'annexe III (Québec-Canada : En plein cul-de-sac) présente une traduction française d'une conférence donnée par l'économiste et l'ex-premier ministre du Québec Jacques Parizeau à Banff, en Alberta, le 17 octobre 1967.
L'annexe IV (Le leurre du « biculturalisme ») présente les statistiques de l'époque sur l'assimilation des minorités francophones dans le Canada hors Québec et fait valoir qu'il n'est pas concevable de réanimer la vie culturelle de ces groupes minoritaires simplement en leur offrant le statut dont jouit la « minorité » anglophone du Québec, comme le propose le rapport de la Commission royale d'enquête sur le bilinguisme et le biculturalisme, qui par ailleurs ne propose pas de réponse à la question de l'intégration des immigrants à la société québécoise. L'annexe comprend un texte de René Lévesque daté du 3 décembre 1967 et un extrait d'un Essai de clarification de Richard Arès paru dans le numéro de novembre 1967 de la revue Relations.
L'annexe V (Associations d'États souverains) est un dossier sur le fonctionnement de l'Union scandinave et de l'Union économique européenne. L'annexe comprend un extrait du Traité de Rome du 25 mars 1957 à l'origine du Marché commun de l'Europe des Six.
L'annexe VI (Autres témoignages) reproduit divers textes : La souveraineté, condition de salut de Jean-Marc Léger, publié initialement les 23, 24 et 25 octobre 1967 dans Le Devoir ; L'indépendance du Québec : Condition de salut du Québec, garantie de la paix canadienne de Doris Lussier, extrait d'une entrevue qu'il donne à Échos-Vedettes le 11 novembre 1967.
L'annexe VII (L'opération-panique) analyse l'origine de la fuite de capitaux hors du Québec qui fait la une des médias peu après le 18 octobre 1967, soit tout juste après la publication par René Lévesque du manifeste qui est au cœur de l'essai Option Québec.

## Réception
Plus de 50 000 copies du livre Option Québec se vendent dans les semaines qui suivent son lancement,. Avant même sa publication, le Parti libéral du Québec oppose une fin de non-recevoir à l'option constitutionnelle proposée par René Lévesque dans son essai. L'Union nationale, de même que les principaux partis politiques fédéraux du Canada, s'y opposent également.

## Éditions
La première édition est publiée en 1968 aux Éditions de l'Homme à Montréal et chez Laffont à Paris. L'ouvrage est réédité à Montréal en 1988, précédé d'un essai d'André Bernard intitulé Option Québec 1968-1988. Une nouvelle édition paraît en 1997 chez TYPO, précédé d'une mise à jour de l'essai d'André Bernard.

## Traductions
Une traduction anglaise, intitulée An Option for Quebec, est publiée aux éditions McClelland and Stewart en 1968. Une réédition paraît également en 1977.